# Martigny-le-Comte
Pour les articles homonymes, voir Martigny (homonymie) et Comte (homonymie).
Martigny-le-Comte est une commune française située dans le département de Saône-et-Loire, en région Bourgogne-Franche-Comté.

## Géographie
Martigny a une superficie de 3 727 hectares[réf. nécessaire] et le territoire de la commune s'étire sur 12 kilomètres du nord au sud et 6 kilomètres d'est en ouest. Elle est entourée de huit villages limitrophes : Pouilloux au nord, Le Rousset-Marizy au nord-est, Ballore à l'est, Mornay au sud-est, Viry au sud, Baron au sud-ouest, Saint-Bonnet-de-Vieille-Vigne à l'ouest et enfin Ciry-le-Noble au nord-ouest. Elle est distante de 13 kilomètres de Palinges, son chef-lieu de canton et de 15 kilomètres de Charolles, sa sous-préfecture. Ce paysage, typique du Charolais champêtre nous offre son alternance de vallons et de collines, de prairies sillonnées par des rivières (l'Arconce, la Sonnette...) et de nombreux étangs. Le point le plus bas de la commune se situe entre Le Bois des Aires et Fin à 296 mètres, le point culminant est au lieu-dit Pierre du Repos à 451 mètres là où est érigée la station hertzienne. L'altitude moyenne de Martigny est de 373 mètres[réf. nécessaire].

### Climat
Pour des articles plus généraux, voir Climat de la Bourgogne-Franche-Comté et Climat de Saône-et-Loire.
En 2010, le climat de la commune est de type climat océanique dégradé des plaines du Centre et du Nord, selon une étude du Centre national de la recherche scientifique s'appuyant sur une série de données couvrant la période 1971-2000. En 2020, Météo-France publie une typologie des climats de la France métropolitaine dans laquelle la commune est exposée à un climat océanique altéré et est dans la région climatique Centre et contreforts nord du Massif Central, caractérisée par un air sec en été et un bon ensoleillement.
Pour la période 1971-2000, la température annuelle moyenne est de 10,4 °C, avec une amplitude thermique annuelle de 16,9 °C. Le cumul annuel moyen de précipitations est de 899 mm, avec 12 jours de précipitations en janvier et 7,9 jours en juillet. Pour la période 1991-2020, la température moyenne annuelle observée sur la station météorologique de Météo-France la plus proche, « La Guiche », sur la commune de La Guiche à 9 km à vol d'oiseau, est de 10,9 °C et le cumul annuel moyen de précipitations est de 963,4 mm. 
La température maximale relevée sur cette station est de 39,3 °C, atteinte le 25 juillet 2019 ; la température minimale est de −19,5 °C, atteinte le 16 janvier 1985,,.
Les paramètres climatiques de la commune ont été estimés pour le milieu du siècle (2041-2070) selon différents scénarios d'émission de gaz à effet de serre à partir des nouvelles projections climatiques de référence DRIAS-2020. Ils sont consultables sur un site dédié publié par Météo-France en novembre 2022.

## Urbanisme

### Typologie
Au 1er janvier 2024, Martigny-le-Comte est catégorisée commune rurale à habitat très dispersé, selon la nouvelle grille communale de densité à sept niveaux définie par l'Insee en 2022.
Elle est située hors unité urbaine. Par ailleurs la commune fait partie de l'aire d'attraction de Montceau-les-Mines, dont elle est une commune de la couronne,. Cette aire, qui regroupe 22 communes, est catégorisée dans les aires de 50 000 à moins de 200 000 habitants,.

### Occupation des sols
L'occupation des sols de la commune, telle qu'elle ressort de la base de données européenne d’occupation biophysique des sols Corine Land Cover (CLC), est marquée par l'importance des territoires agricoles (79,7 % en 2018), une proportion sensiblement équivalente à celle de 1990 (80,1 %). La répartition détaillée en 2018 est la suivante : prairies (74,9 %), forêts (19,3 %), zones agricoles hétérogènes (4,8 %), eaux continentales (1 %). L'évolution de l’occupation des sols de la commune et de ses infrastructures peut être observée sur les différentes représentations cartographiques du territoire : la carte de Cassini (XVIIIe siècle), la carte d'état-major (1820-1866) et les cartes ou photos aériennes de l'IGN pour la période actuelle (1950 à aujourd'hui).

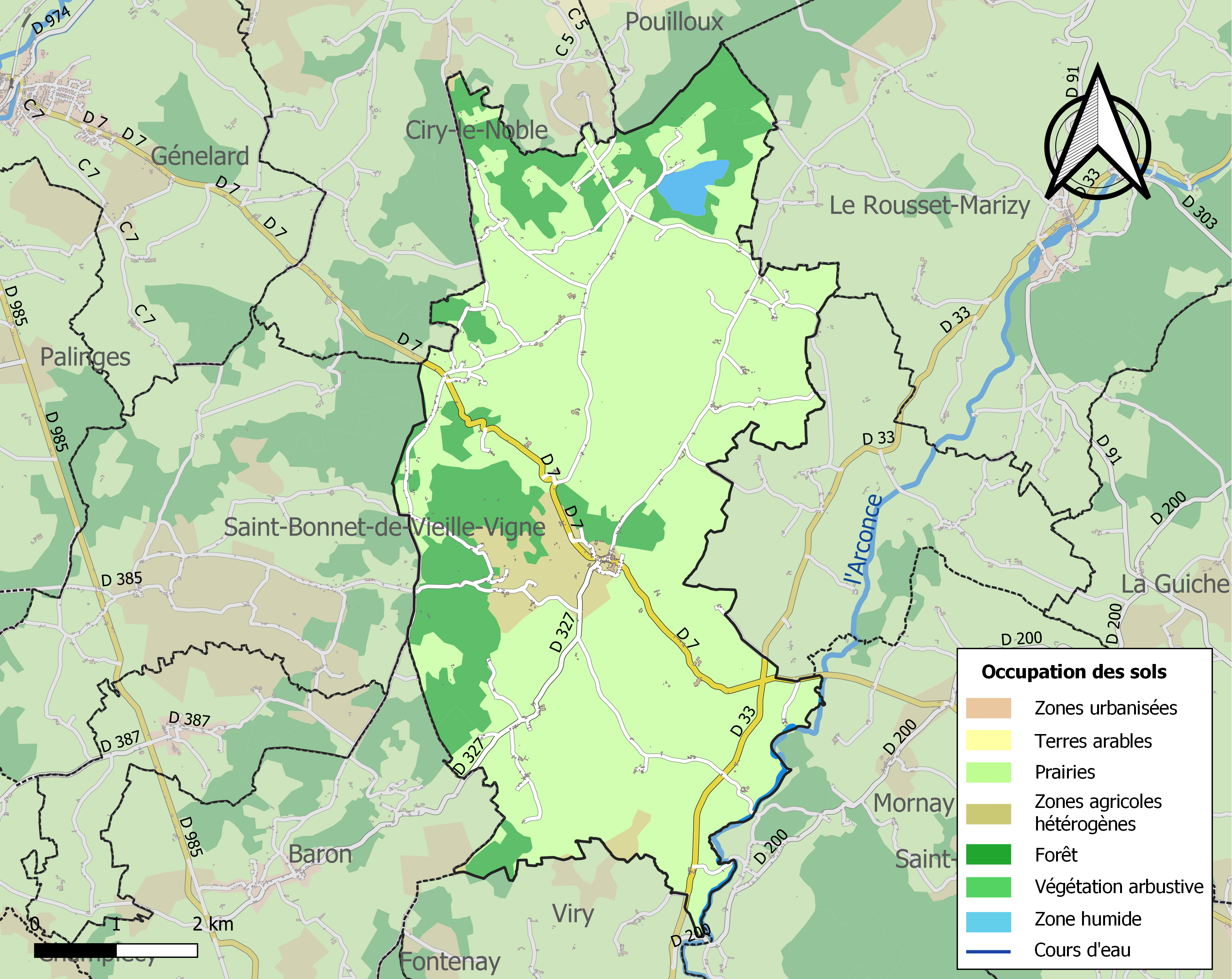
Carte des infrastructures et de l'occupation des sols de la commune en 2018 (CLC).

## Histoire
Sous la Révolution française, la commune porta provisoirement le nom de Martigny-le-Peuple.
Avec le maquis de Sylla, du Baronnet et de Marizy, la commune de Martigny et la plupart de ses habitants ont participé à la résistance en Sâone-et-Loire contre l'occupant pendant la Seconde Guerre mondiale. La commune avait aussi été une zone de largage pour les avions anglais qui parachutaient des armes aux maquisards. Beaucoup d'entre eux sont morts pour la France.

## Politique et administration
| Période                                  | Période   | Identité               | Étiquette | Qualité                                                                               |
| ---------------------------------------- | --------- | ---------------------- | --------- | ------------------------------------------------------------------------------------- |
| 1965                                     | 2000      | Paul Nigay (1935-2000) | RPR       | Agriculteur, conseiller général du canton de Palinges (1988-2000) Décédé en fonctions |
| Les données manquantes sont à compléter. |           |                        |           |                                                                                       |
| mars 2001                                | mars 2008 | Jean-Paul Lagrue       | SE        |                                                                                       |
| mars 2008                                | mars 2020 | Danielle Baudin        |           |                                                                                       |
| mars 2020                                | En cours  | Anne Degrange          |           | Ancienne employée                                                                     |

## Démographie
L'évolution du nombre d'habitants est connue à travers les recensements de la population effectués dans la commune depuis 1793. Pour les communes de moins de 10 000 habitants, une enquête de recensement portant sur toute la population est réalisée tous les cinq ans, les populations de référence des années intermédiaires étant quant à elles estimées par interpolation ou extrapolation. Pour la commune, le premier recensement exhaustif entrant dans le cadre du nouveau dispositif a été réalisé en 2008.

En 2022, la commune comptait 404 habitants, en évolution de −4,04 % par rapport à 2016 (Saône-et-Loire : −1,06 %, France hors Mayotte : +2,11 %).
| 1793  | 1800  | 1806  | 1821  | 1831  | 1836  | 1841  | 1846  | 1851  |
| ----- | ----- | ----- | ----- | ----- | ----- | ----- | ----- | ----- |
| 1 605 | 1 550 | 1 877 | 1 995 | 2 029 | 1 748 | 1 696 | 1 821 | 1 733 |

| 1856  | 1861  | 1866  | 1872  | 1876  | 1881  | 1886  | 1891  | 1896  |
| ----- | ----- | ----- | ----- | ----- | ----- | ----- | ----- | ----- |
| 1 708 | 1 688 | 1 714 | 1 694 | 1 632 | 1 565 | 1 638 | 1 477 | 1 486 |

| 1901  | 1906  | 1911  | 1921 | 1926 | 1931 | 1936 | 1946 | 1954 |
| ----- | ----- | ----- | ---- | ---- | ---- | ---- | ---- | ---- |
| 1 318 | 1 281 | 1 214 | 990  | 978  | 884  | 810  | 757  | 696  |

| 1962 | 1968 | 1975 | 1982 | 1990 | 1999 | 2006 | 2008 | 2013 |
| ---- | ---- | ---- | ---- | ---- | ---- | ---- | ---- | ---- |
| 639  | 578  | 570  | 550  | 506  | 463  | 435  | 427  | 425  |

| 2018 | 2022 | - | - | - | - | - | - | - |
| ---- | ---- | - | - | - | - | - | - | - |
| 414  | 404  | - | - | - | - | - | - | - |

## Lieux et monuments
- Le château de Martigny-le-Comte est situé sur une colline dominant le bourg. Aucun document ne permet de le dater exactement mais il semblerait qu'il date d'une période antérieure à l'époque carolingienne. Il fut restauré dans les années 1878-1879 par son propriétaire, le comte Antoine de Beaumont. Il est actuellement habité par la famille de la Guiche Beaumont.
- Le château de Commune, confisqué au profit du chancelier Nicolas Rolin.
- L'église Sainte-Euphémie dont le clocher, datant du XIIe siècle, est classé.

## Personnalités liées à la commune
- Joanny Burtin (1893-1977), aviateur français.
- Claude Ducert (1934-2024), député de la Haute-Garonne de 1988 à 1993.